# Merlin Hay (24e comte d'Erroll)
Merlin Sereld Victor Gilbert Hay, 24e comte d'Erroll (né le 20 avril 1948), est un membre de la Chambre des lords, chef du clan écossais Hay et Lord High Constable of Scotland héréditaire.

## Jeunesse
Lord Erroll est le fils de Diana Hay (23e comtesse d'Erroll) et de Iain Moncreiffe (en). Il est page du Lord Lyon en 1956. Il fait ses études au Collège d'Eton et au Trinity College, Cambridge.
Il succède à sa mère, la comtesse, en 1978 comme comte d'Erroll, et en 1985, à son père comme baronnet. Il est membre du Conseil de l'Association des pairs héréditaires. Comme Lord Erroll est chef du clan Hay en vertu du titre de sa mère, son jeune frère Peregrine succède à leur père en tant que chef du clan Moncreiffe.

## Mariage et famille
Il épouse Isabelle Jacqueline Laline Astell Hohler (née à Bruxelles, le 22 août 1955 ; décédée le 13 janvier 2020), fille du major Thomas Sidney Hohler et héritière de la famille d'Astell, d'Everton House, Bedfordshire en 1982. La comtesse est une patronne du bal royal calédonien et sert comme haut shérif du Bedfordshire en 2015.
Le couple a deux fils et deux filles :
- Harry Thomas William Hay, Lord Hay (Basingstoke, 8 août 1984), marié avec Clementine Travis en 2017[6]
- Amelia Diana Jacqueline Hay (Basingstoke, 23 novembre 1986)
- Laline Lucy Clementine Hay (Basingstoke, 21 décembre 1987), mariée au major Jeremy Sudlow en 2017[7]
- Richard Merlin Iain Hay (Basingstoke, 14 décembre 1990) ; prend le nom d'Astell par licence royale en 2015[8],[3].

## Carrière
Le comte d'Erroll est lieutenant à l'Atholl Highlanders depuis 1974 et est membre de la Royal Company of Archers. Il sert dans la 21e armée territoriale SAS Artists Rifles (V) de 1975 à 1990, et est colonel honoraire de la police militaire royale (armée territoriale) de 1992 à 1997.
Il travaille comme consultant en marketing et en informatique, est un Freeman de la City de Londres et membre de la Cour des Assistants de la Worshipful Company of Fishmongers, dont il est le premier directeur en 2000-2001. Il continue de diriger le club Puffin's Club, fondé par son père. Il est également président d'ERADAR, la Chambre des affaires électroniques, et président de l'Alliance pour la politique numérique (EURIM).
Il est administrateur de Lasseo, une organisation à but non lucratif de normalisation technique et d'interopérabilité des technologies de cartes à puce.
Lord Erroll est l'un des 92 pairs héréditaires élus pour rester à la Chambre des lords à la suite du House of Lords Act 1999. Programmeur et concepteur de systèmes informatiques, il siège en tant que crossbencher et intervient généralement sur des questions liées à la cybersécurité et aux technologies de l'information. Il est membre du Comité de la science et de la technologie et a critiqué le gouvernement de Tony Blair pour son incapacité à lutter contre la cybercriminalité après que diverses agences gouvernementales, dont le ministère de la Défense et HM Revenue and Customs, aient signalé des pertes massives de données en 2008. Plus récemment, il est membre du comité d'information de 2007 à 2012.